# スライゴ県
スライゴ県（愛: Contae Shligigh、英: County Sligo）は、アイルランドのコノート地方の県。県都はスライゴ。2016年の人口は64,157人。

## 産業
主な産業は牧畜と漁業である。

## 文化
- キャロウモア巨石墓地 - 古代遺跡。紀元前5000年から6000年のものと考えられている[2][3]。

## 主な都市
- スライゴ